# Ērģeme
Ērģeme (ryska: Эргеме) är en ort i Lettland.   Den ligger i kommunen Valka Municipality, i den nordöstra delen av landet, 140 km nordost om huvudstaden Riga. Ērģeme ligger 55 meter över havet och antalet invånare är 321.
Terrängen runt Ērģeme är platt. Runt Ērģeme är det mycket glesbefolkat, med 5 invånare per kvadratkilometer. Närmaste större samhälle är Valka, 11,5 km öster om Ērģeme. Omgivningarna runt Ērģeme är en mosaik av jordbruksmark och naturlig växtlighet.